# アウラ・パラティナ
アウラ・パラティナ（英語：Aula Palatina）は、ドイツのトリーアにある4世紀の古代ローマ時代のバシリカ。ローマ皇帝コンスタンティヌス1世によって建設されたことから、コンスタンティヌスのバシリカとしても知られている。現在はキリスト教の教会として使用されており、トリーアのローマ遺跡群、聖ペテロ大聖堂、聖母聖堂として世界遺産に登録されている。

## 歴史
310年頃、コンスタンティヌス1世の時代に現在の建物の建設が開始された。建物の西半分の壁面に当時の遺構が一部現存している。元々、この位置にはコロニア・アウグスタ・トレウェロールム（現在のトリーア）における皇帝宮殿が既に存在しており、コンスタンティヌスの父コンスタンティウス・クロルスも本拠地として使用していた。もとは独立した建物ではなく、宮殿の複合施設の一部であり玉座の間として使用されたと考えられている。黒と白の大理石の床、壁に斑岩で作られた彫像、モザイク等で装飾された。
その後、トリーアはゲルマン人の侵入の過程でフランク王国の支配下におかれ、このころに設置されたトリーア司教の宮殿として使用されるようになった。更に後の時代には城塞の一部に取り込まれ、建物の西半分が破壊された。
その後、19世紀のプロイセン王フリードリヒ・ヴィルヘルム4世による復元などをはじめとするの度々の修築のあと、現在は建造当時の姿に近くなっている。今日、ラインラント福音主義教会に属するトリーア福音主義教会共同体(コンスタンティン・バジリカ)によって運営され、トリーア救世主福音主義教会と呼ばれている。

## ギャラリー

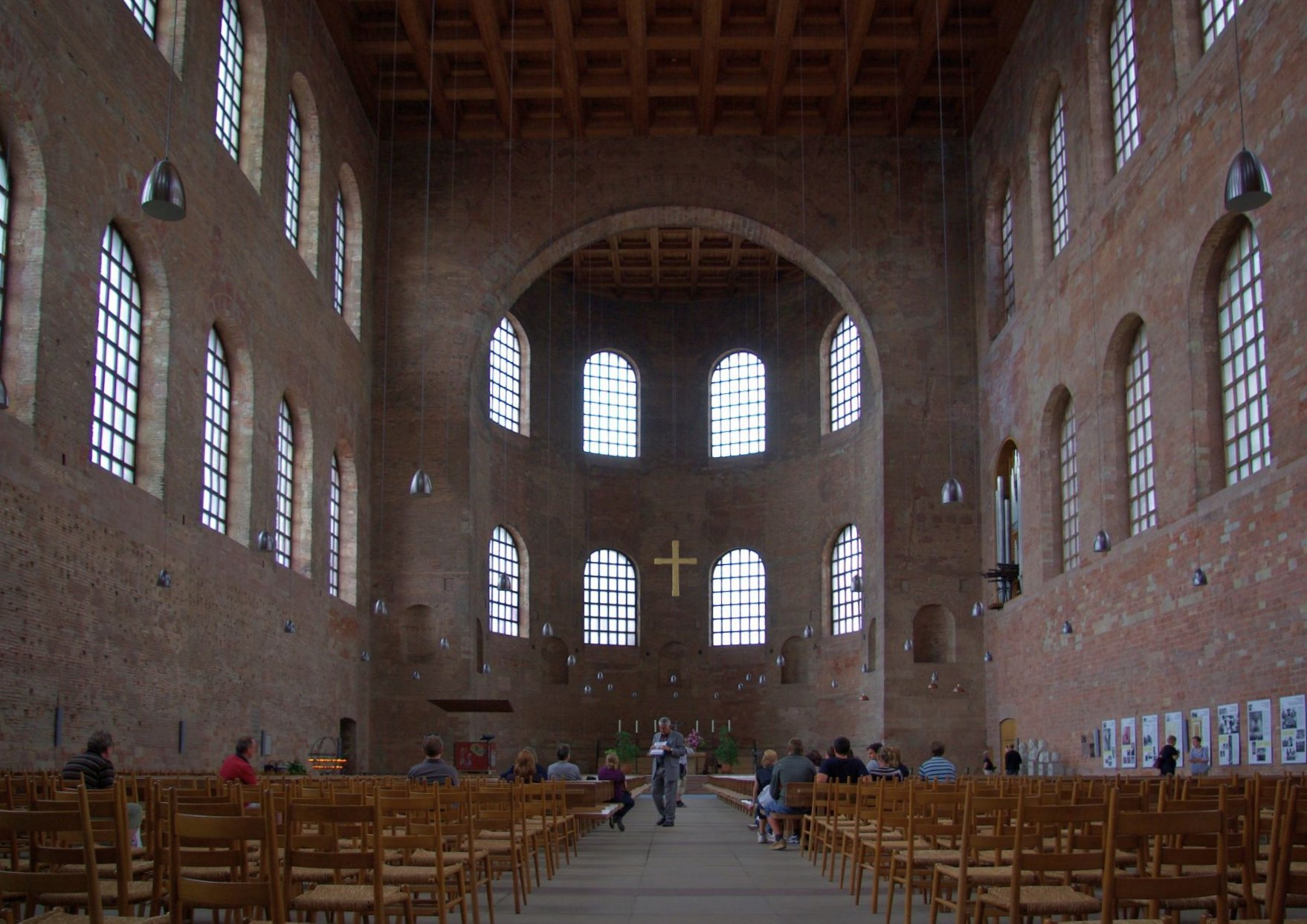
内部の様子
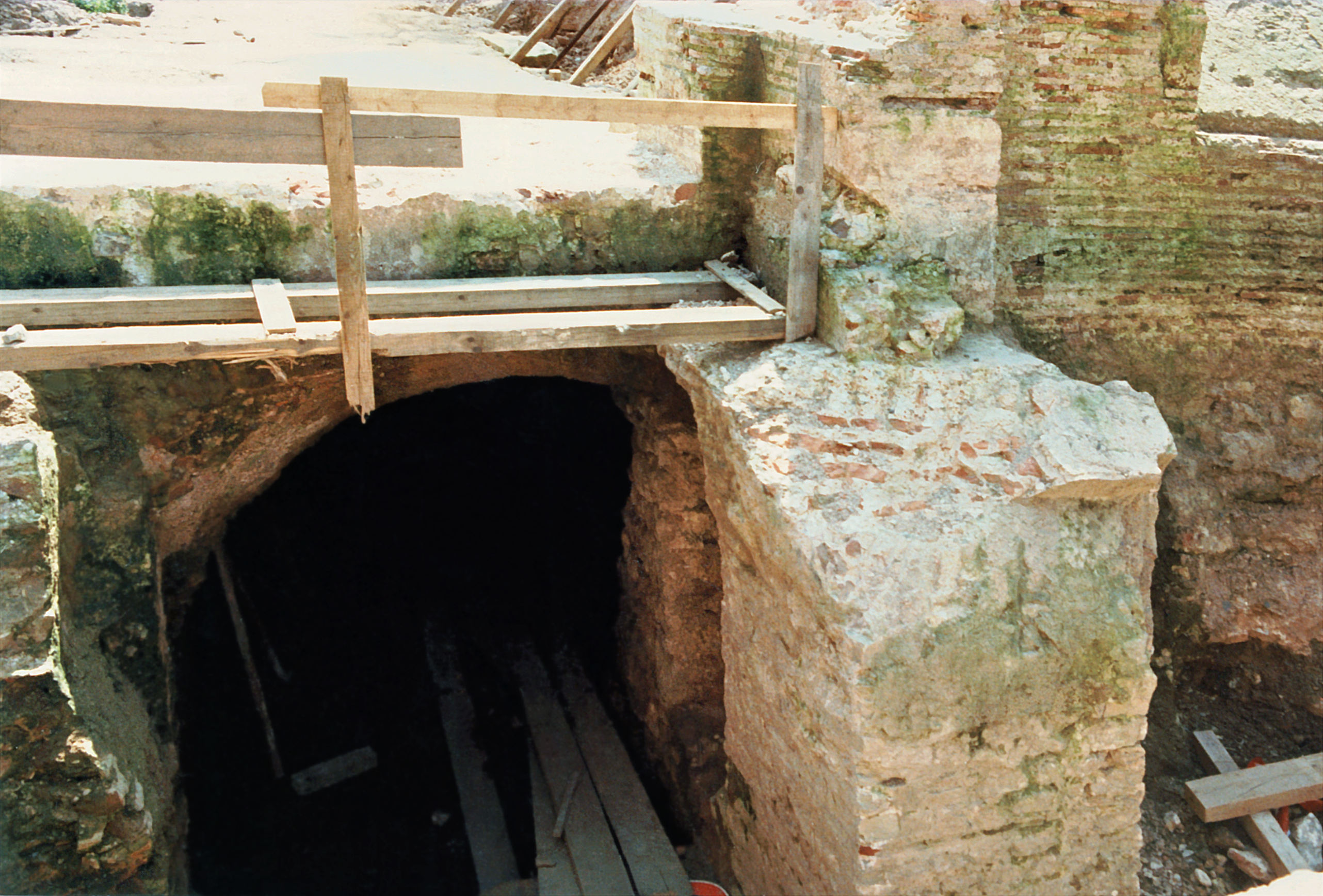
ローマ時代の床暖房設備の遺構。
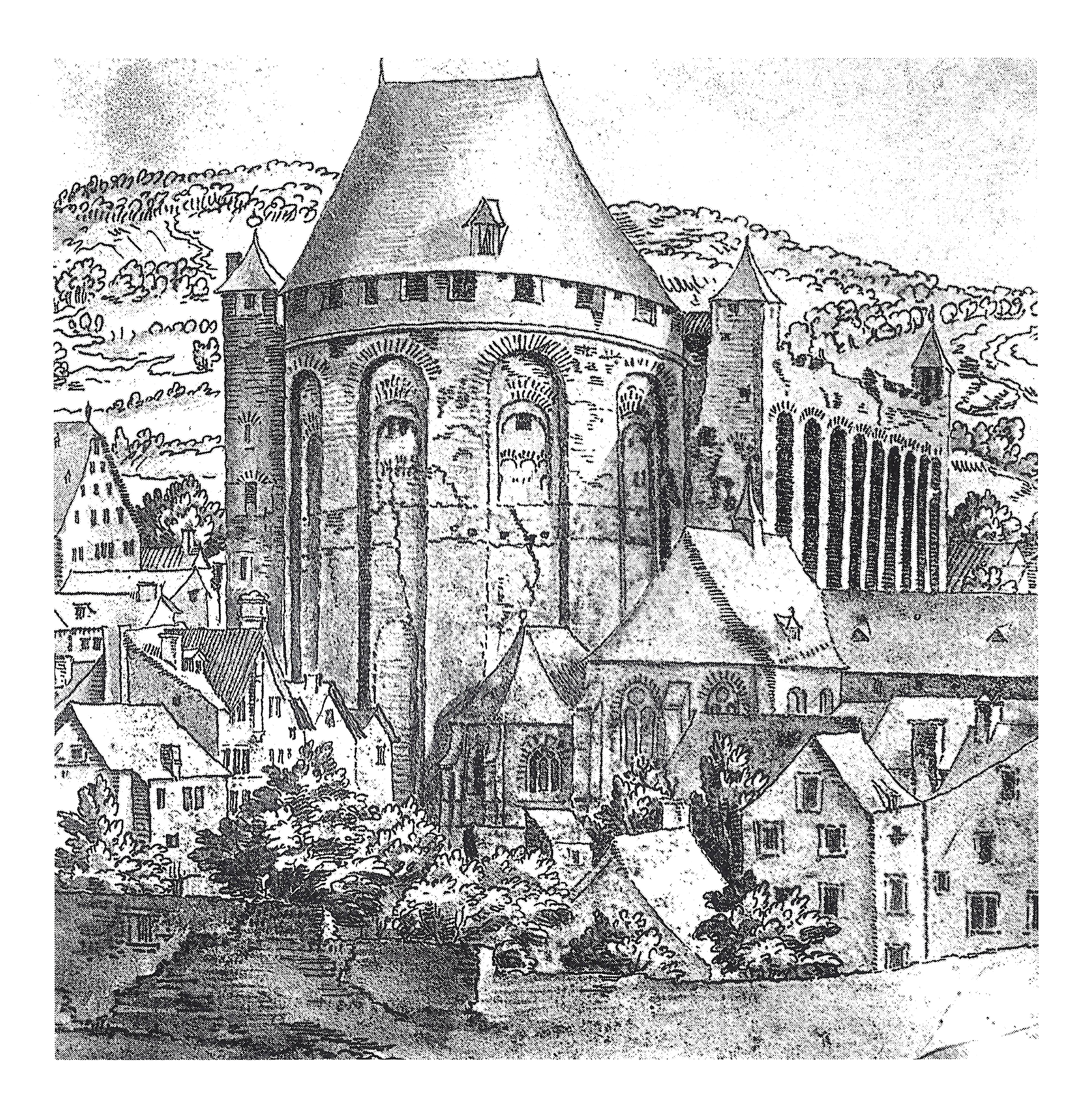
中世のアウラ・パラティナ。胸壁や塔が追加されている。